# Movimento antitabagista na Alemanha nazista

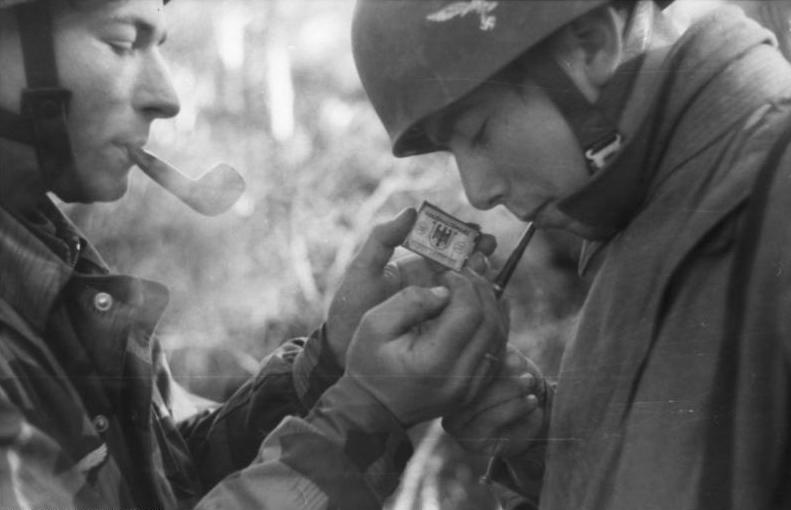
Dois soldados alemães fumando.

O movimento antitabagista na Alemanha nazista teve início no Terceiro Reich depois de os médicos alemães descobrirem a relação entre o cancro do pulmão e o tabaco, liderando a primeira campanha pública antitabagista da história contemporânea. Os movimentos cresceram em vários países a partir do início do século XX, mas estes tiveram pouco sucesso, a não ser na Alemanha, onde a campanha foi apoiada pelo governo, depois de o Partido Nazista subir ao poder. Foi a campanha antitabagista mais poderosa do mundo na década de 1930 e início da década de 1940.
A liderança nacional-socialista condenava o consumo do tabaco e vários de seus líderes criticavam abertamente o consumo de tabaco. A pesquisa sobre o fumo e seus efeitos na saúde também prosperou durante o governo nazista, sendo a mais importante de seu tempo neste assunto. Além disso, o desgosto pessoal de Adolf Hitler face ao tabaco e as políticas nazistas para o aumento da população eram alguns dos fatores motivantes das campanhas contra o tabaco, que também estava associada ao antissemitismo e racismo.
A campanha antitabagista nazista consistia na proibição de fumar em bondes, ônibus e trens urbanos; promover a educação sanitária; limitar a ração de cigarros dada aos soldados da Wehrmacht; organizar palestras médicas para os soldados e aumentar o imposto dos produtos de tabaco. Os nazistas também impuseram restrições à publicidade de cigarros e fumo em lugares públicos, estabelecendo normas para restaurantes e cafés. O movimento antitabagista não surtiu muito efeito nos primeiros anos do Regime Nazista, havendo o consumo de tabaco aumentado na população em geral entre 1933 e 1939, mas entre os militares diminuiu entre 1939 e 1945. Atualmente as campanhas antitabagistas na Alemanha ainda não atingiram o impacto e alcance da campanha nazista.

## Prelúdio
O sentimento antitabagista existia na Alemanha já no início dos anos 1900. O primeiro grupo antitabagista do país organizado pelos críticos do tabagismo foi chamado de Deutscher Tabakgegnerverein zum Schütze der Nichtraucher (em alemão:  Associação dos Oponentes do Tabaco para a Proteção dos Não-Fumantes). Instituída em 1904, esta organização existiu por apenas um breve período. A seguinte organização antitabagista, a Tabakgegner Deutscher Bund (Federação Alemã dos Opositores do Tabaco), foi criada em 1910 em Trautenau, na Boêmia. Outras organizações de antitabagismo foram criadas em 1912 nas cidades de Hanôver e Dresden. Em 1920, a Deutscher Bund Tabakgegner in der Tschechoslowakei (Federação Alemã dos Opositores do Tabaco na Checoslováquia) foi formada em Praga, depois que a Checoslováquia foi separada da Áustria, no final da Primeira Guerra Mundial. O Deutscher Bund Tabakgegner in Deutschösterreich (Federação Alemã dos Opositores do Tabaco na Áustria) foi criada em Graz, em 1920.
Estes grupos publicavam jornais que advogavam contra o uso do tabaco. O primeiro desses jornais em língua alemã foi Der Tabakgegner (O Opositor do Tabaco), publicado pela organização boêmia entre 1912 e 1932. A Deutsche Tabakgegner (Os Alemães Opositores do Tabaco) foi publicado em Dresden entre 1919 e 1935, sendo o segundo jornal sobre este tema. As organizações antitabaco também se opuseram a outros produtos, como o consumo de bebidas alcoólicas.

## Motivações

### Postura de Hitler sobre o tabaco

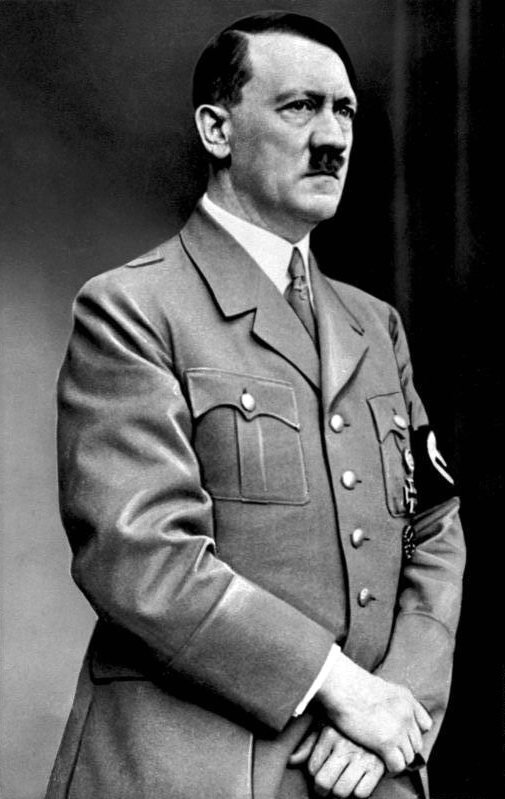
Adolf Hitler encorajava seus conhecidos próximos a parar de fumar.

Adolf Hitler era um fumador comum na sua juventude, chegando a fumar entre 25 e 40 cigarros por dia, mas finalmente deixou o hábito depois de chegar à conclusão de que era "uma perda de dinheiro". Hitler passou a ver o hábito de fumar como "decadente" e como "a maldição do Homem vermelho contra o Homem branco, em vingança por haverem recebido a bebida destilada", lamentando "a perda de tantos homens excelentes por envenenamento do tabaco". Não lhe aprazia o fato de tanto Eva Braun quanto Martin Bormann eram fumantes, além de se preocupar com o fato de Hermann Göring frequentemente fumar em lugares públicos, tendo se enfurecido quando uma estátua de Göring segurando um cigarro e fumando foi comissionada. Hitler é normalmente considerado como o primeiro líder nacional contra o tabaco.
Hitler não aprovava a liberdade dada aos militares para fumar e durante a Segunda Guerra Mundial comentou, em 2 de março de 1942 que "foi um erro imputável aos lideres do exército na altura, no início da guerra". Afirmou também que era "incorreto dizer que um soldado não pode viver sem fumar". Ele prometeu pôr fim ao uso do tabaco no serviço militar após o término da guerra. Hitler pessoalmente incentivava amigos íntimos a pararem de fumar e recompensava aqueles que paravam. No entanto, a antipatia pessoal de Hitler pelo tabaco era apenas um dos vários motivos por trás da campanha antitabagismo.

### Políticas de reprodução
As políticas nazistas de reprodução foram um fator importante por trás da campanha antitabagista. As mulheres que fumavam eram consideradas vulneráveis ao envelhecimento prematuro e à perda de beleza humana; eram vistas como incapazes de ser esposas e mães numa família alemã. Werner Huttig, do Instituto de Política Racial Nazista (Rassenpolitisches Amt), afirmava que o leite materno de uma mãe fumante continha nicotina, uma reivindicação que pesquisas modernas mostraram correta.
Martin Staemmler, um médico importante durante o Terceiro Reich, afirmava que gestantes que fumavam tinham uma taxa mais elevada de natimortos e abortos. Esta opinião era também compartilhada pela higienista racial Agnes Bluhm, em seu livro publicado em 1936. A liderança nazista estava preocupada com isso porque queria que as mulheres alemãs tivessem o maior número de filhos possível. Um artigo publicado em uma revista de ginecologia alemã, em 1943, afirmava que mulheres que fumavam três ou mais cigarros por dia estavam mais propensas a permanecer sem filhos quando comparadas com mulheres que não fumavam.

## Pesquisa
Pesquisas e estudos sobre efeitos do tabaco sobre a saúde da população na Alemanha eram os mais avançados da época, quando os nazistas chegaram ao poder. A ligação entre o câncer do pulmão e o fumo foi provada pela primeira vez na Alemanha nazista, ao contrário da crença popular de que isto teria sido descoberto por cientistas americanos e britânicos na primeira década de 1950.
O termo "fumo passivo" (Passivrauchen) foi cunhado na Alemanha nazista. Projetos de pesquisa financiados pelos nazistas revelaram muitos efeitos catastróficos do fumo na saúde. A Alemanha Nazista patrocinou a pesquisa epidemiológica sobre os efeitos nocivos do tabaco. Hitler apoiou financeiramente o Wissenschaftliches Institut zur Erforschung der Tabakgefahren (Instituto para Pesquisa dos Perigos do Tabaco), da Universidade de Jena, liderado por Karl Astel. Instituído em 1941, este foi o mais importante instituto antitabagismo da Alemanha nazista.
Franz H. Müller, em 1939, e E. Schairer, em 1943, foram pioneiros no uso de métodos epidemiológicos de caso-controle para estudar o câncer pulmonar entre fumantes. Em 1939, Müller publicou um relatório do estudo em um reputado jornal sobre câncer na Alemanha, no qual alegou que a prevalência de câncer do pulmão foi maior entre os fumantes. Müller, descrito como o "pai esquecido da epidemiologia experimental", era membro do Corpo de Transporte Automóvel Nacional Socialista) e do Partido Nazista (NSDAP). A dissertação de Müller, em 1939, continha o primeiro estudo epidemiológico controlado do mundo sobre a relação entre o tabaco e o câncer do pulmão. Além de mencionar o aumento da incidência de câncer de pulmão e muitas das causas que estão por trás deste câncer, como poeiras, gases de escape dos automóveis, tuberculose, raios-X e poluição das fábricas, o artigo de Müller assinalava que "o significado do fumo tabaco tem sido empurrado mais e mais para o primeiro plano".

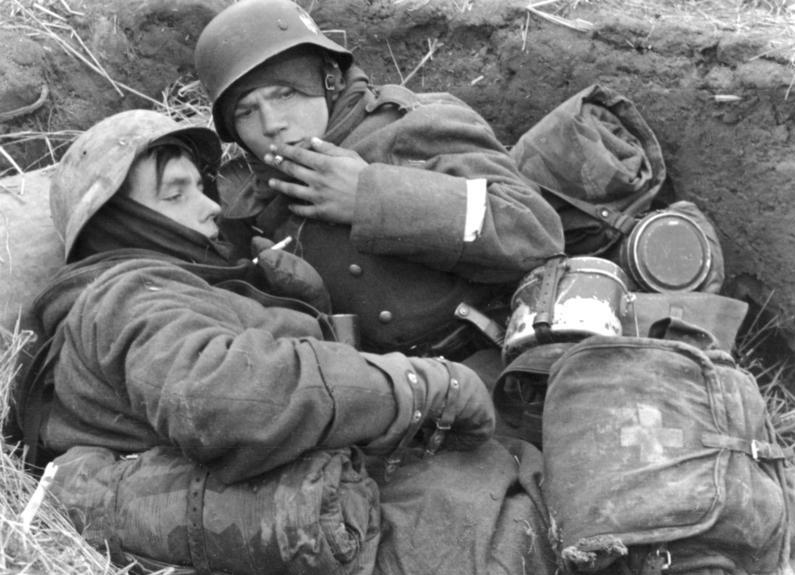
Dois soldados alemães fumando numa trincheira da Frente Oriental.

Os médicos do Terceiro Reich estavam cientes de que o tabagismo é responsável por doenças cardíacas, consideradas as mais graves doenças resultantes do tabagismo. O uso da nicotina foi considerado como sendo responsável pelo aumento dos casos de infarto do miocárdio reportados no país. Nos últimos anos da Segunda Guerra Mundial, pesquisadores consideravam a nicotina o fator por trás dos ataques do coração sofridos por um número significativo de militares na Frente Oriental. Um patologista da Heer analisou trinta e dois jovens soldados que haviam morrido de enfarte do miocárdio na Frente leste e reportou que, em 1944, todos eles eram "fumantes entusiasmados". Ele citou o parecer do patologista Franz Buchner que os cigarros são "um veneno coronário de primeira ordem".

## Medidas
Os nazistas utilizaram várias táticas de relações públicas para convencer a população em geral da Alemanha a não fumar. Revistas sobre boa saúde muito conhecidas, como a Gesundes Volk (Pessoas Saudáveis),Volksgesundheit (Saúde do Povo) e Gesundes Leben (Vida Saudável), publicavam advertências sobre as consequências de fumar para a saúde. Também cartazes mostrando os efeitos nocivos do tabaco eram exibidos nas cidades. Mensagens antitabagismo eram enviadas para as pessoas em seus locais de trabalho, muitas vezes com a ajuda da Juventude Hitlerista e da Deutscher Bund Madel (BDM). A campanha antitabagismo realizada pelos nazis também incluía a educação sanitária.
Em junho de 1939, foi formado um Gabinete contra os Perigos do Álcool e do Tabaco e a Reichsstelle für Rauschgiftbekämpfung (Gabinete para a Luta contra a Droga Intoxicante) também ajudou nesta campanha. Artigos que advogavam para não fumar foram publicados em revistas como a Die Genussgifte(Estimulantes Recreativos), Auf der Wacht (Em Guarda) e Reine Luft(Ar Limpo). Destas publicações, a Reine Luft foi a principal revista do movimento antitabagismo. Karl Astel, do Instituto para a Investigação dos Perigos do Tabaco, na  Universidade de Jena, comprou e distribuiu centenas de reimpressões da Reine Luft. Depois de reconhecer os efeitos nocivos do tabaco sobre a saúde, o governo nazista promulgou uma legislação antitabagismo.
Os anos de 1930 viram cada vez mais leis antitabaco serem implementadas pelos nazistas. Em 1938, a Luftwaffe e o Reichspost impuseram a proibição de fumar. Fumar também foi banido não só nas instituições de saúde, mas também em vários escritórios públicos e casas de descanso. Parteiras foram impedidas de fumar enquanto em serviço. Em 1939, o Partido Nazista baniu fumar em todos os seus escritórios locais, e Heinrich Himmler, o então chefe da Schutzstaffel (SS), proibiu o pessoal da policia e agentes da SS de fumar enquanto estivessem de plantão. Fumar também foi proibido nas escolas.
Em 1941, fumar em bondes foi banido de sessenta cidades alemãs. Fumar também foi banido em abrigos contra bombas; no entanto, alguns abrigos continham salas separadas para fumantes. Especial cuidado foi tomado para impedir as mulheres de fumarem. O presidente da Associação Médica na Alemanha anunciou que as "mulheres alemãs não fumam". Mulheres grávidas e mulheres com idade inferior a 25 e mais de 55 anos não receberam cartões de ração para tabaco durante a Segunda Guerra Mundial. Restrições sobre a venda de produtos do tabaco a mulheres foram impostas em hotéis e mercados. Filmes antitabagismo destinados às mulheres eram mostrados publicamente. Editoriais nos quais se discutiam a questão do tabagismo e os seus efeitos foram publicados nos jornais. Medidas restritivas foram tomadas nesta matéria e um distrito do departamento Organização de Células da Fábrica Nacional Socialista (ou Nationalsozialistische Betriebszellenorganisation, ou NSBO) anunciou que expulsaria seus membros que fumassem publicamente. A próxima etapa da campanha antitabagismo começou em julho de 1943, quando foi proibido a pessoas menores de 18 anos fumar em público. No próximo ano, o fumo em ônibus e trens foi declarado ilegal, numa iniciativa pessoal de Hitler, que receava que as cobradoras mulheres pudessem ser vítimas do tabagismo passivo.
Restrições foram impostas à publicidade de produtos do tabaco, promulgadas em 7 de dezembro de 1941 e assinada por Heinrich Hunke, o Presidente do Conselho de Publicidade. Anúncios publicitários tentando retratar o fumo como inofensivo ou como uma expressão de masculinidade foram proibidas. Ridicularizar ativistas antitabagistas também foi proibido, assim como o uso de cartazes publicitários ao longo de ferrovias, em regiões rurais, estádios e pistas de corridas. A publicidade feita através de alto-falantes e correio foi também proibida. Restrições ao fumo foram também introduzidos na Wehrmacht. Rações de cigarros foram limitadas a seis por soldado por dia. Era habitual a venda de cigarros extra aos soldados, especialmente quando não havia qualquer avanço ou recuo no campo de batalha, porém essas compras estavam restringidas a 50 cigarros para cada pessoa por mês. Soldados adolescentes servindo no 12 ª SS Divisão Panzer Hitlerjugend, composto por membros da Juventude Hitlerista, recebiam doces em vez de cigarros. Acesso a cigarros não era permitido para mulheres soldado da Wehrmacht. Palestras médicas eram realizadas para persuadir os militares a deixarem de fumar. Em 3 de novembro de 1941, foi promulgada uma portaria que aumentou os impostos do tabaco em cerca de 80 a 95% sobre o preço de venda. Seria a maior subida dos impostos sobre o tabaco na Alemanha por mais de 25 anos após colapso do regime nazista.

## Efetividade
A campanha antitabagismo inicial foi considerada um fracasso e, de 1933 a 1937, houve um rápido aumento do consumo de tabaco na Alemanha. A taxa de fumantes no país aumentou ainda mais rápido do que na vizinha França, onde o movimento antitabagismo era minúsculo e muito menos influente. Entre 1932 e 1939, o consumo per capita de cigarros na Alemanha aumentou de 570 para 900 por ano, enquanto os números correspondentes para a França eram de 570 a 630.
As empresas fabricantes de cigarro na Alemanha fizeram várias tentativas para enfraquecer a campanha antitabagismoo. Eles publicaram novas revistas e tentaram retratar o movimento antitabagismo como "fanático" e "pouco científico". A indústria do fumo também tentou contrapor a campanha nazista que impedia as mulheres de fumar tabaco, tendo utilizado modelos em suas propagandas. Apesar das normas governamentais, muitas mulheres na Alemanha fumavam regularmente, incluindo as esposas de altos funcionários nazistas. Por exemplo, Magda Goebbels fumava mesmo enquanto era entrevistada por jornalistas. Fotos de moda exibindo mulheres com cigarros eram publicadas frequentemente em revistas como a Beyers Mode für Alle (Beyers Moda Para Todos). A capa do disco com a canção popular Lili Marlene trazia a cantora Lale Andersen segurando um cigarro.
| Ano    | 1930 | 1932 | 1935 | 1939 | 1940 | 1944 | 1950 | 1963 |
| C.p.c. | 490  | 570  | 510  | 900  | 1022 | 743  | 460  | 1523 |

Os nazistas implementaram mais políticas antitabagismo no final da década de 1930 até os primeiros anos da Segunda Guerra Mundial, tendo o consumo de tabaco diminuído. Como resultado das medidas antitabaco implementados na Wehrmacht, o consumo total de tabaco por soldados diminuiu entre 1939 e 1945. De acordo com uma pesquisa realizada em 1944, aumentou o número de fumantes na Wehrmacht, mas a média de consumo de tabaco pelo pessoal militar diminuiu 23,4% em comparação com os anos pré-Segunda Guerra Mundial  O número de pessoas que fumavam 30 ou mais cigarros por dia baixou de 4,4% para 0,3%.
As políticas nazistas antitabagismo não eram livres de contradições. Por exemplo, as políticas do Volksgesundheit (Saúde do Povo) e do Gesundheitspflicht (Deve de ser Saudável) foram executadas em paralelo com a distribuição de cigarros para aqueles que os nazistas viam como grupos "merecedores" (por exemplo, soldados da linha de frente e  membros da Juventude Nazista). Por outro lado, grupos "indignos" e estigmatizados (judeus e prisioneiros de  guerra) foram impedidos de terem acesso ao tabaco.

## Associação com o racismo e o antissemitismo
À parte das preocupações de saúde pública, os nazistas foram fortemente influenciados pela ideologia; sendo o movimento particularmente influenciado pelos conceitos de higiene racial e pureza corporal. Os líderes nazis acreditavam que era errado que a raça superior fumasse e que o consumo de tabaco era equivalente a uma "degeneração racial". Os nazistas viam o fumo como um "veneno genético" e os higienistas raciais se opunham ao consumo do tabaco, alegando que este "corrompia o plasma germinal alemão". Alguns ativistas antitabagismo nazistas chegaram a representar o tabaco como um vício dos "negros degenerados".

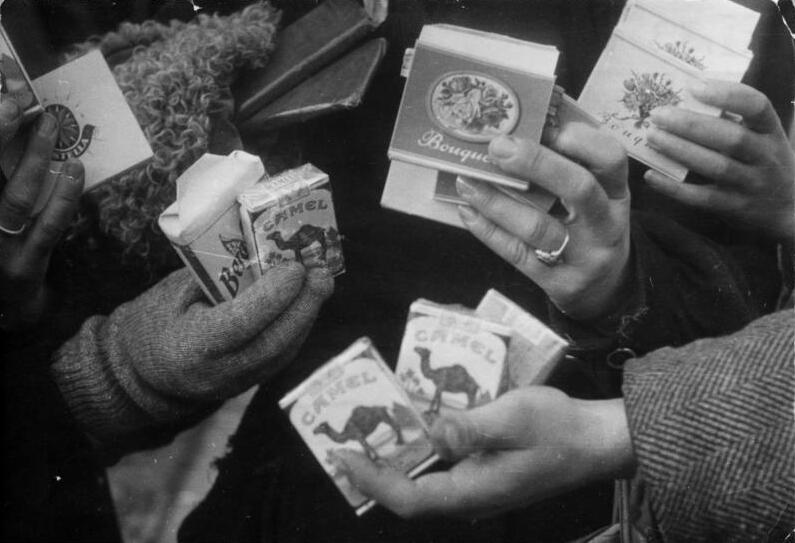
Contrabando de tabaco na Alemanha em 1949.

Os nazistas alegavam que os judeus eram responsáveis pela introdução do tabaco e seus efeitos nocivos e a Igreja Adventista do Sétimo Dia na Alemanha anunciou que fumar era um vício insalubre espalhado pelos judeus. Johann von Leers, editor do Nordische Welt (Mundo Nórdico), durante a cerimônia de abertura do Wissenschaftliches Institut zur Erforschung der Tabakgefahren, em 1941, proclamou que o "capitalismo judeu" foi responsável pela disseminação do uso do tabaco em toda a Europa. Ele afirmou que o primeiro tabaco em solo alemão tinhas sido trazido por judeus e que eles controlavam a indústria do tabaco, em Amesterdão, o principal ponto de entrada europeu da Nicotiana.

## Depois da Segunda Guerra Mundial
Após o colapso da Alemanha nazista, com o fim da Segunda Guerra Mundial na Europa, fabricantes de cigarros americanos entraram rapidamente no mercado alemão. Contrabando de tabaco se tornou prevalente, sendo os líderes da campanha antitabagismo nazista silenciados. Em 1949, cerca de 400 milhões de cigarros produzidos nos Estados Unidos entravam ilegalmente na Alemanha a cada mês. Em 1954, quase dois mil milhões de cigarros suíços eram contrabandeados para a Alemanha e Itália.
Como parte do Plano Marshall, os Estados Unidos enviaram para a Alemanha 24 000 toneladas só em 1948, sendo elevado a 69 000 toneladas em 1949. O governo dos Estados Unidos gastou 70 milhões de dólares com este regime para o deleite das empresas produtoras de cigarro dos Estados Unidos, que lucrou enormemente. O consumo anual de cigarros per capita na Alemanha do pós-guerra mais que triplicou, passando de 460 em 1950 para 1523 em 1963. No final do século XX, as campanhas antitabagistas alemãs foram incapazes de ultrapassar a seriedade da campanha nazista dos anos 1939–41, e de acordo com Robert N. Proctor as investigações sobre os efeitos do tabaco na saúde na Alemanha estavam "silenciadas" àquela altura.